# Robin Hobbs
Robin Nicholas Stuart Hobbs (* 8. Mai 1942 in Chippenham, Vereinigtes Königreich; † 17. März 2024) war ein englischer Cricketspieler, der für die englische Nationalmannschaft spielte.

## Kindheit und Ausbildung
Hobbs besuchte die Raine’s Foundation School in Stepney. Er begann in der Jugend das Club-Cricket in Chadwell Heath.

## Aktive Karriere
Hobbs gab sein First-Class-Debüt in der Saison 1961 für Essex. In der Saison 1967 gab er sein Test-Debüt gegen Indien und konnte dabei drei Wickets (3/45) erzielen. Dies gelang ihm auch im dritten Test der Serie (3/25). Daraufhin wurde er für die Tour in den West Indies in der Saison 1967/68 nominiert, spielte dabei jedoch nur einen Test. Im Jahr darauf reiste er mit dem Team nach Pakistan, wo er einen weiteren Test bestritt. Seinen letzten Einsatz im Nationalteam hatte er in der Saison 1971 gegen Pakistan, wo er jedoch erfolglos blieb. Es dauerte bis zur Tour Pakistans 1992, als Ian Salisbury sein Debüt gab, bis er wieder als Leg-Spin-Spezialist für England spielen sollte. In der Folge wechselte er nach 15 Saisons für Essex nach Suffolk, wo er vier Jahre verblieb. Danach kehrte er zurück ins First-Class Cricket und spielte für Glamorgan, die er in der Saison 1979 als Kapitän anführte. Er beendete seine Karriere in der Saison 1981.

## Nach der aktiven Karriere
Hobbs verstarb im März 2023 im Alter von 81 Jahren.